# Fort Bragg (Carolina do Norte)
Fort Liberty é uma Região censo-designada localizada no estado norte-americano de Carolina do Norte, no Condado de Cumberland.

## Demografia
Segundo o censo norte-americano de 2000, a sua população era de 29.183 habitantes.

## Geografia
De acordo com o United States Census Bureau tem uma área de
49,3 km², dos quais 49,1 km² cobertos por terra e 0,2 km² cobertos por água.

## Localidades na vizinhança
O diagrama seguinte representa as localidades num raio de 20 km ao redor de Fort Liberty.